# Wolfen-Kapelle
Die denkmalgeschützte Wolfen-Kapelle (mundartlich Wolf’n-Kapelle) liegt in dem Oberpfälzer Ort Kaltenbrunn, der heute zu der Gemeinde Weiherhammer gehört.
Die Kapelle wurde ursprünglich von der Familie Speckner erbaut und stand bis 1907 bei der Schaumbachmühle. Dieses Anwesen lag innerhalb des Truppenübungsplatzes Grafenwöhr und musste deshalb im Zuge der Einrichtung des Truppenübungsplatzes von dem Wolf’n-Wirt Michael Krauß, Ehemann der Margareta Speckner, abgerissen werden. Auf seiner Wiese an der Straße nach Dürnast ließ er die Kapelle wieder aufbauen.
Anfang der 1980er Jahre wurde eine Madonnenfigur entwendet. 1983 wurde im Auftrag des jetzigen Besitzers Michael Krauß der Altar der Kapelle von einer Parsberger Firma restauriert; die weitere Innen- und Außenrenovierung wurde von freiwilligen Helfern geleistet.
Die Kapelle ist heute ein kleiner Satteldachbau über einem rechteckigen Grundriss. Sie besitzt einen Dachreiter mit Schallluken und einem aufgesetzten Kreuz, das von Papst Benedikt XVI. 2013 bei einer Privataudienz gesegnet wurde. Der kleine Turm wurde von Schülern der Zimmerer-BGJ-Klasse der Europa-Berufsschule Weiden angefertigt. Das Eingangsportal besitzt einen Rundbogen. Ein schmiedeeisernes Gitter trennt den Sakralraum in zwei Teile. Es wurde 2014 eine neue Linde gepflanzt und eine Ruhebank bei der Kapelle aufgestellt. Der Platz um die Kapelle wurde mit einem Granitpflaster befestigt. Sie ist immer wieder Ziel einer Prozession zum Fest des heiligen Johannes Nepomuk von der Katholischen Pfarrkirche St. Martin in Kaltenbrunn nach Dürnast. Die Prozession wird von der örtlichen Nepomuk-Bruderschaft abgehalten.